# Miriam Hajnsdorf
Miriam Hajnsdorf (ur. 1913 w Warszawie, zm. 1943 tamże) – polska działaczka konspiracji żydowskiej w trakcie II wojny światowej, członkini konspiracyjnych władz organizacji Ha-Szomer Ha-Cair.

## Życiorys
Urodziła się w 1913 w Warszawie. Podczas okupacji niemieckiej w trakcie II wojny światowej przebywała w getcie warszawskim, gdzie była członkiem konspiracyjnego kierownictwa organizacji Ha-Szomer Ha-Cair. Reprezentowała Ha-Szomer Ha-Cair w Żydowskim Komitecie Narodowym i Żydowskim Komitecie Koordynacyjnym. Była jedną z organizatorek powstania w getcie warszawskim. W trakcie powstania walczyła w oddziale Szlomy Winogrona na terenie szopów Schultza i Többensa oraz Schilinga.